# Sindrome di Jackson-Weiss
La sindrome di Jackson-Weiss (JWS) è una malattia genetica caratterizzata da anomalie del piede e dalla fusione prematura di alcune ossa del cranio per via della chiusura anticipata delle suture (craniosinostosi); tale fusione impedisce l'ulteriore crescita del cranio e influisce sulla forma della testa e del viso. Questa malattia genetica a volte può anche causare disabilità intellettiva e strabismo.

## Storia ed epidemiologia
È stata descritta per la prima volta nel 1976 dai medici Charles E. Jackson e Lester Weiss. La sua incidenza è stimata essere inferiore a un caso su un milione di nati vivi.

## Eziologia
Alcune mutazioni del gene FGFR2, trasmesse con carattere autosomico dominante, causano la sindrome di Jackson-Weiss. Il gene FGFR2, presente sul cromosoma 10, codifica per una proteina chiamata recettore 2 del fattore di crescita dei fibroblasti. Tra le sue molteplici funzioni, questa proteina induce alcune cellule immature di un embrione in via di sviluppo a diventare cellule ossee. Una mutazione in una porzione specifica del gene FGFR2 altera la proteina, il che porta alla fusione prematura delle ossa del cranio e dei piedi.

## Clinica

### Segni e sintomi
Molte delle caratteristiche facciali tipiche della sindrome di Jackson-Weiss derivano dalla fusione prematura delle ossa del cranio. Di più frequente riscontro sono la polidattilia a livello del piede in zona preassiale, la sinostosi a livello del tarso e del metatarso, una prominenza della porzione superiore della fronte, lo strabismo e la proptosi. In casi particolarmente gravi si possono osservare ritardo mentale e idrocefalo.

### Diagnosi
La diagnosi è effettuabile mediante un test genetico, altrimenti avviene su base clinica. Deve essere inoltre attuata una diagnosi differenziale con la sinostosi lambdoidea, ovvero una prematura chiusura della sutura metopica del cranio.

## Trattamento
Il trattamento della sindrome è essenzialmente chirurgico ed è eseguibile per ridurre le anomalie a livello del viso e dei piedi. Complicanze secondarie, come l'idrocefalo o il deterioramento cognitivo, possono essere evitate con un intervento chirurgico tempestivo di rimodellamento del cranio.